# Peter Duryea
Peter Duryea (Los Angeles, 14 de julho de 1939 - Colúmbia Britânica, 24 de março de 2013) foi um ator norte-americano.